# Luskala gård
Luskala gård (finska: Luskalan kartano) är en herrgård i Sammatti i Lojo stad i det finländska landskapet Nyland. Gården grundades år 1648.

## Historia
Luskala är den enda herrgården i Sammatti. Gården bildades år 1648 när överstelöjtnanten Joakim Schmidt fick sex hemman i Luskala by i Karislojo socken den 3 juli 1648. Följande år fick Schmidt forbättring av två hemman och säterifrihet. Schmidt adlades med namnet Schmiedefelt år 1649. Han ägde Luskala gård för cirka 20 år. Efter hans död ärvde sonen Detlof Schmiedefelt Luskala. Sonen till Detlof Schmiedefelt och frun Beata Gyllenhjerta, Kristian Joakim Schmiedefelt, var den nästa ägaren till gården och den första personen som bodde längre tider på Luskala. Kristian Joakim hade svåra problem med mental hälsa och han avled år 1721 när han försökte begå självmord. Kristian Joakim Schmiedefelt blev begravd i koret i den gamla kyrkan Karislojo år 1722. Kyrkan existerar inte längre. Schmiedefelts dotter Beata Kristina Schmiedefelt gifte sig först med Magnus Rennerfelt år 1722. Rennerfelt avled dock redan samma år och därför gifte Beata sig med kornetten Berndt Johan Brunow år 1723. Luskala gård kom genom detta gifte till släkten Brunow. Luskala gård ärvdes av söner Berndt Johan Brunow och Carl Fredrik Brunow. Båda söner sålde sina delar av herrgården och de nya ägarna blev bonden Joseph Heerman år 1775 och Johan Dahlman år 1777.